# I Got You (I Feel Good)
I Got You (I Feel Good) är en soullåt skriven och lanserad av James Brown i oktober 1965. En vanlig missuppfattning är att låten heter "I Feel Good" då frasen förekommer oftare än den riktiga titeln "I Got You". På singlarnas etiketter stod artisten omnämnd som James Brown & the Famous Flames. The Famous Flames var James Browns bakgrundssånggrupp, men de medverkar inte på denna inspelning. De krediterades ofta felaktigt på skivor de inte medverkade på. 
Brown hade redan 1964 spelat in låten för skivbolaget Smash Records i ett annorlunda arrangemang och den var tänkt att släppas som singel på det bolaget. King Records satte dock stopp för detta då Brown fortfarande var kontraktsbunden till deras bolag, och låten spelades istället in på nytt och släpptes i den version som blev en hitsingel. Låten tillhör hans kändaste och är hans framgångsrikaste rent kommerisellt sett. Den toppade Billboards singellista för R&B-singlar i sex veckor. Låten spelas flitigt i filmen Good Morning, Vietnam och har även varit med på soundtracket till ett stort antal andra filmer.
Låten är listad som #78 i magasinet Rolling Stone lista The 500 Greatest Songs of All Time.

## Listplaceringar
| Lista (1965-1966) | Position                  |
| ----------------- | ------------------------- |
| Kanada            | 35 (RPM)                  |
| Storbritannien    | 29                        |
| USA               | 3 (Billboard Hot 100)     |
| USA               | 1 (Billboard R&B Singles) |